# هکبری (لوئیزیانا)
هکبری (به انگلیسی: Hackberry) شهری در ایالت لوئیزیانا کشور ایالات متحده آمریکا است که جمعیت آن در سرشماری سال ۲۰۱۰ میلادی، ۱٬۲۶۱ نفر بوده‌است.